# Feria Nacional de Primavera
Cada año se celebra en la Ciudad de Santiago Ixcuintla, la Feria Nacional de Primavera, evento que consiste en una exposición de maquinaria agrícola e industrial, ganadería, pesca, multiétnica, teatro, danza, musical y comercial; a la cual acuden de diferentes personas de todas partes del Estado de Nayarit, y del resto de México.
Se considera la mejor Feria del Estado por su espectacular Rompimiento de Feria; esto es toda una tradición: se concentran miles de personas por las Avenidas de la Ciudad esperando al gran desfile, al mismo tiempo se instalan decenas de bandas de música de la región por las mismas avenidas lo que hace de este evento algo sin comparación.
La Feria permace instalada durante 15 días en la que se presentan espectáculos artísticos, bailes masivos, gastronomía, comercios, teatro al aire libre, circos entre otras más actividades. Estas festividades de origen religioso comienza a sentirse y va tomando fuerza en el pueblo hasta el Jueves de Ascension en que alcanza el punto más álgido.

## Historia
Corría el año de 1953, faltaban escasos sesenta días para el Jueves de Ascensión. Presidía el Ayuntamiento el profesor Antonio Loera y fungia como cabeza de la junta cívica José María Narvaez Madrigal. Este último, plantea al Cabildo el proyecto de transformar la fiesta y crear la Feria de la Primavera, cosa que fue aceptada a pesar del escepticismo de algunos por el poco tiempo que había para lograr el cometido. En una playa del río, más de un centenar de peones construían con celeridad, a base de pies derechos mangle. un enorme pasillo de galerías cubiertas con palapa que crearon puestos de 3x6 m; donde se albergaron expositores locales y de Tepic (comerciantes, agricultores y artesanos).
En la cancha de béisbol vieja se construyó una playa de toros con vigas de llano, con gradas de madera y manglar con un amplio patio, el palenque se localizó en la calle Aldama en el centro.
En escasos diez años se convirtió por mérito propio en la Feria Nacional de Primavera, la de mayor arraigo, abolengo y renombre en el Occidente de México

## Historia de los Juegos Florales
En 1953 como el tiempo no ajustaba para convocar a Juegos Florales, ni para el proceso de Elección de Reina de la Feria, se invitó a la santiaguense Socorro Gonzales para que fuera la soberada de la primera edición de la Feria. Al año siguiente se convocó a los poetas a participar a lo que se dio origen a los Juegos Florales dando como resultado triunfador al Maestro Severiano Ocegueda Peña

## Artistas históricos
- EMMANUEL
- YURI
- PEDRO FERNANDEZ
- JUAN GABRIEL
- BANDA EL RECODO
- BANDA ARROLLADORA EL LIMON
- BANDA CUISILLOS
- BANDA PEQUEÑOS MUSICAL
- BANDA ORIGINAL EL LIMON
- BANDA COHUICH
- BANDA EL CERRITO
- KPAZ DE LA SIERRA
- MONTES DE DURANGO
- JULION ALVAREZ
- NAPOLEON
- TEO GONZALEZ
- TANIA VAZQUEZ
- LABERINTO
- BANDA MS
- BANDA LA PIRINOLA
- SONORA DINAMITA
- JORGUE FALCON
- NIURKA
- NINEL CONDE
- JUAN PABLO
- ROBERTO JR
- SERGIO VEGA
- GRUPO OV7
- CHAYITO VALDEZ
- JAVIER SOLIS
- BETO EL BOTICARIO
- PAQUITA LA DEL BARRIO
- JENNI RIVERA
- ANTONIO AGUILAR
- SOL SILVESTRE
- JOAN SEBASTIAN
- BEATRIZ ADRIANA
- EL COYOTE DE SINALOA
- EL LOBITO DE SINALOA
- LOS NIETOS
- NUEVA BANDA TIMBIRICHE